# Гультяевская волость

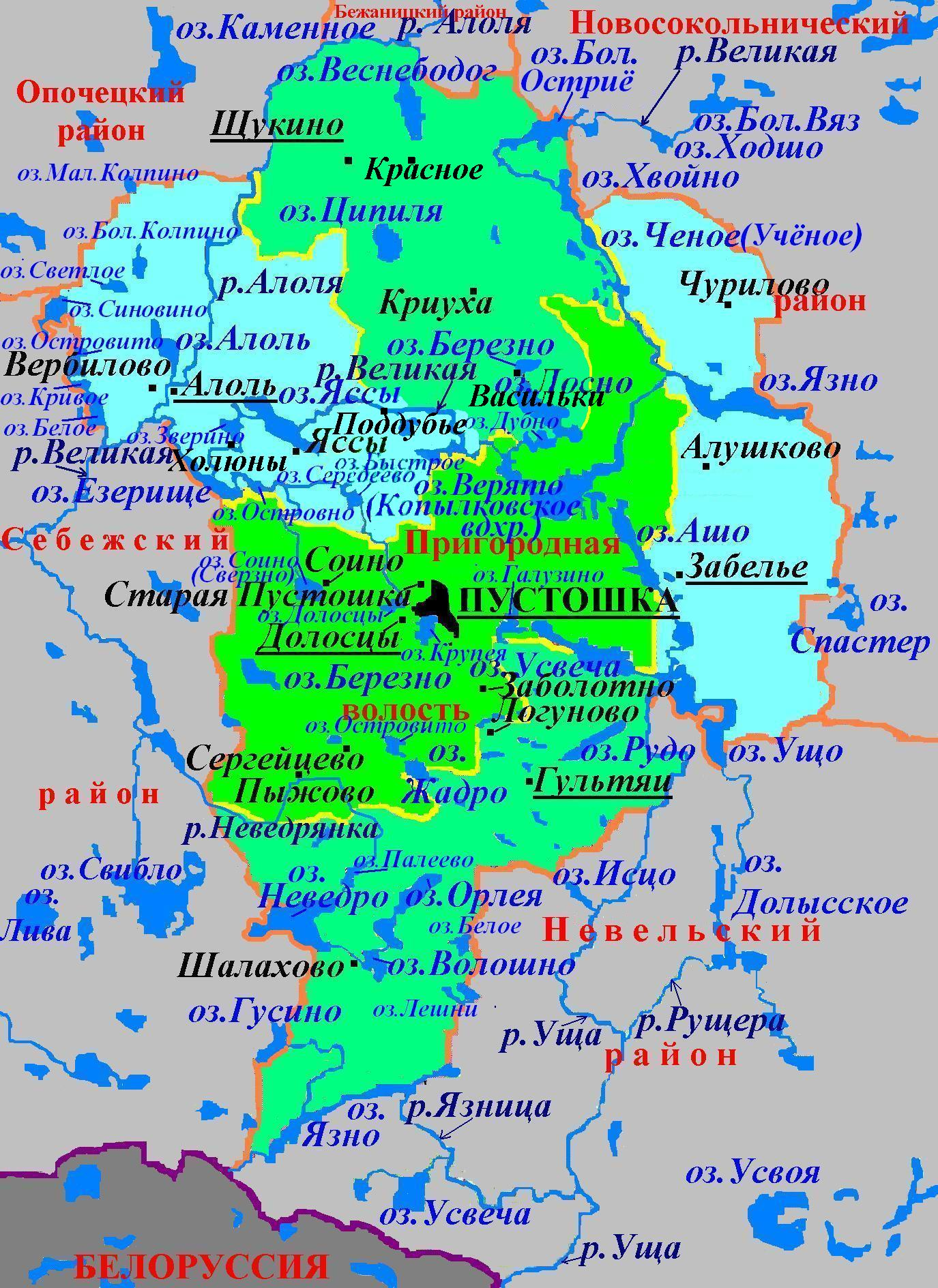
Волости Пустошкинского района

Гультяевская волость — административно-территориальная единица 3-го уровня и муниципальное образование со статусом сельского поселения в Пустошкинском районе Псковской области России.
Административный центр — деревня Гультяи.

## География
Территория волости граничит на севере с Пригородной волостью Пустошкинского района, на западе — с Себежским районом, на востоке и юге — с Невельским районом Псковской области.
На территории волости расположены озёра: Неведро (8,0 км², глубиной до 8,5 м), Орлея (4,9 км², глубиной до 8 м), Волошно или Шалахово (1,7 км², глубиной до 7 м), Рудо (1,6 км², глубиной до 7 м), Жадро (1,6 км², глубиной до 6 м), Белое у д. Торчилово (0,9 км², глубиной до 6 м), Жолобно (0,8 км², глубиной до 3,8 м), Лешни Большие (0,7 км², глубиной до 5 м), Палеево (0,7 км², глубиной до 5 м), Лешни Малые (0,6 км², глубиной до 4,5 м) и др.

## Население
| 2010 | 2012 | 2013 | 2014 | 2015 | 2016 | 2017 |
| ---- | ---- | ---- | ---- | ---- | ---- | ---- |
| 895  | ↘840 | ↘803 | ↘770 | ↘764 | ↘758 | ↘738 |
| 2018 | 2019 | 2020 | 2021 |      |      |      |
| ↘707 | ↘691 | ↘677 | ↘637 |      |      |      |

## Населённые пункты
В состав Гультяевской волости входит 39 деревень: 
| №  | Населённый пункт | Тип     | Население |
| -- | ---------------- | ------- | --------- |
| 1  | Авинищи          | деревня | ↘0        |
| 2  | Батурино         | деревня | ↘20       |
| 3  | Белое            | деревня | ↘7        |
| 4  | Блиново          | деревня | ↘8        |
| 5  | Борки            | деревня | ↘12       |
| 6  | Волково          | деревня | ↘0        |
| 7  | Гришино          | деревня | ↘8        |
| 8  | Гультяи          | деревня | ↘328      |
| 9  | Гусино           | деревня | ↘1        |
| 10 | Дроздино         | деревня | →0        |
| 11 | Житниково        | деревня | ↘8        |
| 12 | Закучево         | деревня | ↘2        |
| 13 | Замошенье        | деревня | →0        |
| 14 | Заречье          | деревня | 9         |
| 15 | Заречье          | деревня | 2         |
| 16 | Исаево           | деревня | ↘34       |
| 17 | Козодои          | деревня | ↘1        |
| 18 | Козыри           | деревня | ↗9        |
| 19 | Лешни            | деревня | ↘11       |
| 20 | Линец            | деревня | ↘15       |
| 21 | Логуново         | деревня | ↘32       |
| 22 | Луни             | деревня | →0        |
| 23 | Маслово          | деревня | ↘46       |
| 24 | Неведро          | деревня | →0        |
| 25 | Никулино         | деревня | ↗18       |
| 26 | Ореховно         | деревня | ↘12       |
| 27 | Полеево          | деревня | →0        |
| 28 | Рамуси           | деревня | ↘0        |
| 29 | Рудо             | деревня | ↘20       |
| 30 | Рукавы           | деревня | ↘0        |
| 31 | Святец           | деревня | ↘14       |
| 32 | Станки           | деревня | ↘3        |
| 33 | Столпово         | деревня | ↘14       |
| 34 | Тимоново         | деревня | ↘32       |
| 35 | Торчилово        | деревня | ↘8        |
| 36 | Шалахово         | деревня | ↘161      |
| 37 | Шамолово         | деревня | ↘2        |
| 38 | Шилово           | деревня | ↘45       |
| 39 | Якимово          | деревня | ↘13       |

## История
Постановлением Псковского областного Собрания депутатов от 26 января 1995 года все сельсоветы в Псковской области были переименованы в волости, в том числе Гультяевский сельсовет был превращён в Гультяевскую волость.
Законом Псковской области от 28 февраля 2005 года в границах Гультяевской и упразднённой Шалаховской волостей (а также деревни Логуново упразднённой Новой волости) было также создано муниципальное образование Гультяевская волость со статусом сельского поселения с 1 января 2006 года в составе муниципального образования Пустошкинский район со статусом муниципального района.